# Hans-Jürgen Goertz
Hans-Jürgen Goertz (* 16. April 1937 in Fronza in Westpreußen) ist ein deutscher mennonitischer Theologe und Historiker. Eine zentrale Rolle in seiner Arbeit spielen Thomas Müntzer und die reformatorische Täuferbewegung. Daneben profilierte sich Goertz als Geschichtstheoretiker.

## Leben und Wirken
Hans-Jürgen Goertz studierte Evangelische Theologie, Anglistik, Philosophie und Geschichte in Hamburg, Göttingen, Tübingen und in Hillsboro, Kansas. Im Sommer 1964 wurde er in Göttingen im Fach Theologie promoviert mit einer Arbeit über Thomas Müntzer als Theologen der Revolution. Seit 1963 wirkte er als Vikar und Pastor an der Mennonitengemeinde zu Hamburg und Altona, wo er die Gemeinde ökumenisch öffnete und die Arbeitsgemeinschaft christlicher Kirchen in Hamburg mitbegründete. Zwischen 1969 und 1972 arbeitete er als wissenschaftlicher Assistent am Ökumenischen Institut und im Ökumenischen Studentenwohnheim der Universität Heidelberg. Eine bereits in Systematischer Theologie in Heidelberg vorbereitete Habilitation konnte in Heidelberg nicht durchgeführt werden, da Goertz hierfür in die evangelische Landeskirche hätte wechseln müssen, was seinem ökumenischen Engagement widersprochen hätte. Ein Teil der Habilitationsschrift erschien 1980 unter dem Titel Geist und Wirklichkeit. Eine Studie zur Pneumatologie Erich Schaeders in Göttingen. 1974 wurde Goertz wissenschaftlicher Oberrat in Hamburg und 1982 Professor für Sozial- und Wirtschaftsgeschichte an der Universität Hamburg, wo er bis 2002 wirkte. Im Jahr 1986 nahm er für ein Semester eine Gastprofessur an der theologischen Fakultät der Universität Bern wahr. Goertz hielt Gastvorlesungen in Oxford, Cambridge, St. Andrews, Liverpool, New York, Yale und an der Harvard University.
Hans-Jürgen Goertz war von 2008 bis 2016 Vorsitzender der Thomas-Müntzer-Gesellschaft, derzeit ist er stellvertretender Vorsitzender. Außerdem ist er seit 1970 Mitschriftleiter der vom Mennonitischen Geschichtsverein herausgegebenen Mennonitischen Geschichtsblätter. Seit 2007 wurde am fünften Band des Mennonitischen Lexikons gearbeitet, der im Auftrag des Mennonitischen Geschichtsvereins von Hans-Jürgen Goertz herausgegeben wird. Eine Online-Fassung erschien seit 2010 und die Buchform Ende 2020.
Goertz gilt durch seine Forschungen vor allem zur Reformationsgeschichte als Experte. Im Jahr 2004 legte er einen Überblicksband zur deutschen Geschichte zwischen 1500 und 1648 vor. Goertz veröffentlichte 2015 eine Biographie über Thomas Müntzer. Es ist eine überarbeitete und ergänzte Fassung seiner 1989 erschienenen Müntzerbiographie. Goertz hat sich in zahlreichen Publikationen mit dem Begriff Antiklerikalismus und Problemen der Geschichtstheorie befasst.

## Schriften (Auswahl)
Monographien
- Nähe Gottes und Veränderung der Welt. Aufsätze zu Thomas Müntzer und den Täufern (= Veröffentlichungen. Heft 27). Thomas-Müntzer-Gesellschaft, Mühlhausen 2020, ISBN 978-3-935547-85-7.
- Umwege zwischen Kanzel und Katheder. Autobiographische Fragmente. Vandenhoeck & Ruprecht, Göttingen 2018, ISBN 978-3-525-57064-7.
- Thomas Müntzer. Revolutionär am Ende der Zeiten. C. H. Beck, München 2015, ISBN 978-3-406-68163-9 (2., überarbeitete und aktualisierte Auflage, München 2025, ISBN 978-3-406-82933-8).
- John Howard Yoder – radikaler Pazifismus im Gespräch. Vandenhoeck & Ruprecht, Göttingen 2013, ISBN 978-3-525-57032-6 (Verlagsinformation).
- Menno Simons und die frühen Täufer. Drei Vorlesungen (= Beihefte der Mennonitischen Geschichtsblätter. Bd. 1). Mit zwei Predigten zum Gedenken an Menno Simons von Hans-Jochen Jaschke und Christoph Wiebe. Mennonitischer Geschichtsverein, Bolanden 2011, ISBN 978-3-921881-31-6.
- Bruchstücke radikaler Theologie heute. Eine Rechenschaft. Vandenhoeck & Ruprecht, Göttingen 2010, ISBN 978-3-525-56005-1.
- Radikalität der Reformation. Aufsätze und Abhandlungen (= Forschungen zur Kirchen- und Dogmengeschichte. Bd. 93). Vandenhoeck & Ruprecht, Göttingen 2007, ISBN 978-3-525-55200-1.
- Deutschland 1500–1648. Eine zertrennte Welt (= UTB 2606 Geschichte). Schöningh, Paderborn u. a. 2004, ISBN 3-8252-2606-9.
- Konrad Grebel. Ein Radikaler in der Zürcher Reformation. Eine biografische Skizze. TVZ – Theologischer Verlag Zürich, Zürich 2004, ISBN 3-290-17317-8.
- Unsichere Geschichte. Zur Theorie historischer Referentialität (= Reclams Universal-Bibliothek. Bd. 17035). Reclam, Stuttgart 2001, ISBN 3-15-017035-4.
- Konrad Grebel – Kritiker des frommen Scheins. 1498–1526. Eine biographische Skizze. Kümpers u. a., Hamburg u. a. 1998, ISBN 3-930435-21-7.
- Antiklerikalismus und Reformation. Sozialgeschichtliche Untersuchungen (= Kleine Vandenhoeck-Reihe. Bd. 1571). Vandenhoeck & Ruprecht, Göttingen 1995, ISBN 3-525-33595-4.
- Umgang mit Geschichte. Eine Einführung in die Geschichtstheorie (= Rowohlts Enzyklopädie 555 Kulturen und Ideen). Rowohlt, Reinbek bei Hamburg 1995, ISBN 3-499-55555-7.
- Religiöse Bewegungen in der Frühen Neuzeit (= Enzyklopädie deutscher Geschichte. Bd. 20). Oldenbourg, München 1993, ISBN 3-486-55759-9.
- Thomas Müntzer. Mystiker, Apokalyptiker, Revolutionär Beck, München 1989, ISBN 3-406-33612-4.
- Pfaffenhaß und groß Geschrei. Die reformatorischen Bewegungen in Deutschland. 1517–1529. Beck, München 1987, ISBN 3-406-32195-X.
- Die Täufer. Geschichte und Deutung. Beck, München 1980, ISBN 3-406-07909-1.
- Innere und äußere Ordnung in der Theologie Thomas Müntzers (= Studies in the History of Christian Thought. Bd. 2, ISSN 0081-8607). Brill, Leiden 1967 (Zugleich: Göttingen, Universität, Dissertation vom 25. Juli 1964).

Herausgeberschaften
- Täufer: Aufrührer - Friedfertige - Märtyrer : eine Galerie kleiner Porträts. Band 13 der Schriftenreihe des Mennonitischen Geschichtsvereins, Bolanden-Weierhof, 2021, ISBN 3-921-88130-7.
- Mennonitisches Lexikon. Revision und Ergänzung. Band V. Im Auftrag des Mennonitischen Geschichtsvereins, Bolanden-Weierhof 2020. ISBN 978-3-921-88123-1.
- mit James M. Stayer: Radikalität und Dissent im 16. Jahrhundert. = Radicalism and Dissent in the Sixteenth Century (= Zeitschrift für historische Forschung. Beiheft. Bd. 27). Duncker und Humblot, Berlin 2002, ISBN 3-428-10744-6.
- mit Eike Wolgast: Siegfried Bräuer: Spottgedichte, Träume und Polemik in den frühen Jahren der Reformation. Abhandlungen und Aufsätze. Evangelische Verlags-Anstalt, Leipzig 2000, ISBN 3-374-01834-3.
- Geschichte. Ein Grundkurs (= Rororo. Taschenbücher. 55576). Rowohlt, Reinbek bei Hamburg 1998, ISBN 3-499-55576-X (3., revidierte und erweiterte Auflage. Reinbek 2007, ISBN 978-3-499-55688-3)
- Alles gehört allen. Das Experiment Gütergemeinschaft vom 16. Jahrhundert bis heute (= Beck’sche Schwarze Reihe. Bd. 289). Beck, München 1984, ISBN 3-406-09289-6.
- Radikale Reformatoren. 21 biographische Skizzen von Thomas Müntzer bis Paracelsus (= Beck’sche Schwarze Reihe. Bd. 183). Beck, München 1978, ISBN 3-406-06783-2.
- Umstrittenes Täufertum. 1525–1975. Neue Forschungen. Vandenhoeck & Ruprecht, Göttingen 1975, ISBN 3-525-55354-4.